# Спотифай
„Спотифай“ (на английски: Spotify) е шведска музикална услуга, предлагаща легален стрийминг на музика от много лейбъли, включително Sony, EMI, Warner и Universal.
Услугата „Спотифай“ стартира през октомври 2008 г., а към септември 2010 г. тя вече има около 15 млн. постоянни потребители, от които 2,5 млн. са притежавали платен абонамент.

## Използване
За използване на услугата е необходимо всеки абонат да си направи акаунт. Потребителите могат да се абонират и да следят изпълнителите, лейбълите, както и другите потребители.
В приложението е реализирано търсене по наименование на парчето, по изпълнител, наименование на албума, по жанр или плейлист.
Освен уеб-версията, достъпни са настолно приложение за Windows, OS X, Linux и мобилно приложение за устройства с iOS, Android, BlackBerry, Windows Mobile, Windows Phone, Symbian, webOS и MeeGo.

## Абонаменти
Всеки нов потребител получава пробен абонамент за 1 месец, който позволява да се слуша музика без ограничения. След изтичане на пробния период потребителят трябва периодично да изслушва рекламни съобщения. Платеният абонамент за „Спотифай“ (Premium) изключва рекламата, позволява траковете да се прослушват с по-висок битрейт, да се сваля музика и да се слуша без включване към Интернет (офлайн).

## Достъпност
„Спотифай“ се ползва в Андора, Аржентина, Австралия, Австрия, Белгия, Боливия, Бразилия, България, Германия, Гърция, Гватемала, Дания, Доминиканската република, Еквадор, Естония, Исландия, Ирландия, Испания, Италия, Канада, Кипър, Колумбия, Коста Рика, Латвия, Литва, Лихтенщайн, Люксембург, Малайзия, Малта, Мексико, Монако, Нидерландия, Никарагуа, Нова Зеландия, Норвегия, Обединеното кралство, Панама, Парагвай, Перу, Полша, Португалия, Салвадор, САЩ, Сингапур, Словакия, Тайван, Турция, Унгария, Уругвай, Филипините, Финландия, Франция, Хонконг, Хондурас, Чехия, Чили, Швейцария и Швеция.
В Естония, Гърция и Румъния услугата Premium се предлага от юли 2009 г., но не и свободната версия. Само потребители с кредитни карти или PayPal сметки в една от по-горе споменатите страни могат да купят Premium абонамент.